# Zofia Mysłakowska
Zofia Mysłakowska z d. Braun (ur. 24 listopada 1896 w Warszawie, zm. 14 sierpnia 1957 w Krakowie) – polska aktorka teatralna i filmowa, reżyser teatralny i dyrektor teatru.

## Życiorys
Pochodziła z teatralnej rodziny: jej matka Matylda Braunowa oraz siostra Janina Janecka również były aktorkami. Kształciła się pod kierunkiem Romany Popiel. Na scenie debiutowała w wieku 14 lat w warszawskim Teatrze Letnim. Następnie grała w warszawskim Teatrze Małym (1911) oraz w Teatrze Polskim w Kijowie (1911-1912). W latach 1912–1914 przebywała w Krakowie, gdzie była członkinią zespołu Teatru im. Juliusza Słowackiego. Powróciwszy do Warszawy, od 1915 roku grała w teatrach: Artystycznym (1915-1916), Rozmaitości (1918), Letnim oraz Praskim (1919), a następnie do 1924 roku związała się z warszawskim zespołem Teatru Reduta. W międzyczasie, w 1916 roku wyszła za mąż za Zygmunta Mysłakowskiego i odtąd występowała pod tym nazwiskiem.
W latach 1925–1928 wraz z zespołem Reduty przeniosła się do Wilna, by następnie powrócić do stolicy, gdzie występowała w Teatrze Ateneum (1928-1931) oraz ponownie - do 1939 roku - na deskach stołecznej Reduty (Juliusz Osterwa w jednym ze swych listów zaliczył ją do "Redutowców kapitulnych"). Lata II wojny światowej spędziła w Warszawie, pracując jako kelnerka w restauracji "Arina" przy ul. Mazowieckiej 5. Po zakończeniu walk, jesienią 1945 roku przeniosła się do Krakowa, gdzie wraz Izabelą Kunicką oraz Marią Billiżanką utworzyła Teatr Wesoła Gromadka, grający repertuar skierowany do dzieci i młodzieży. W zespole tym, przekształconym w 1948 roku w Teatr Młodego Widza, pracowała do końca życia, pełniąc również rolę reżysera i dyrektora teatru.
Została pochowana na krakowskim Cmentarzu Salwatorskim(kwatera SC13-1-38).

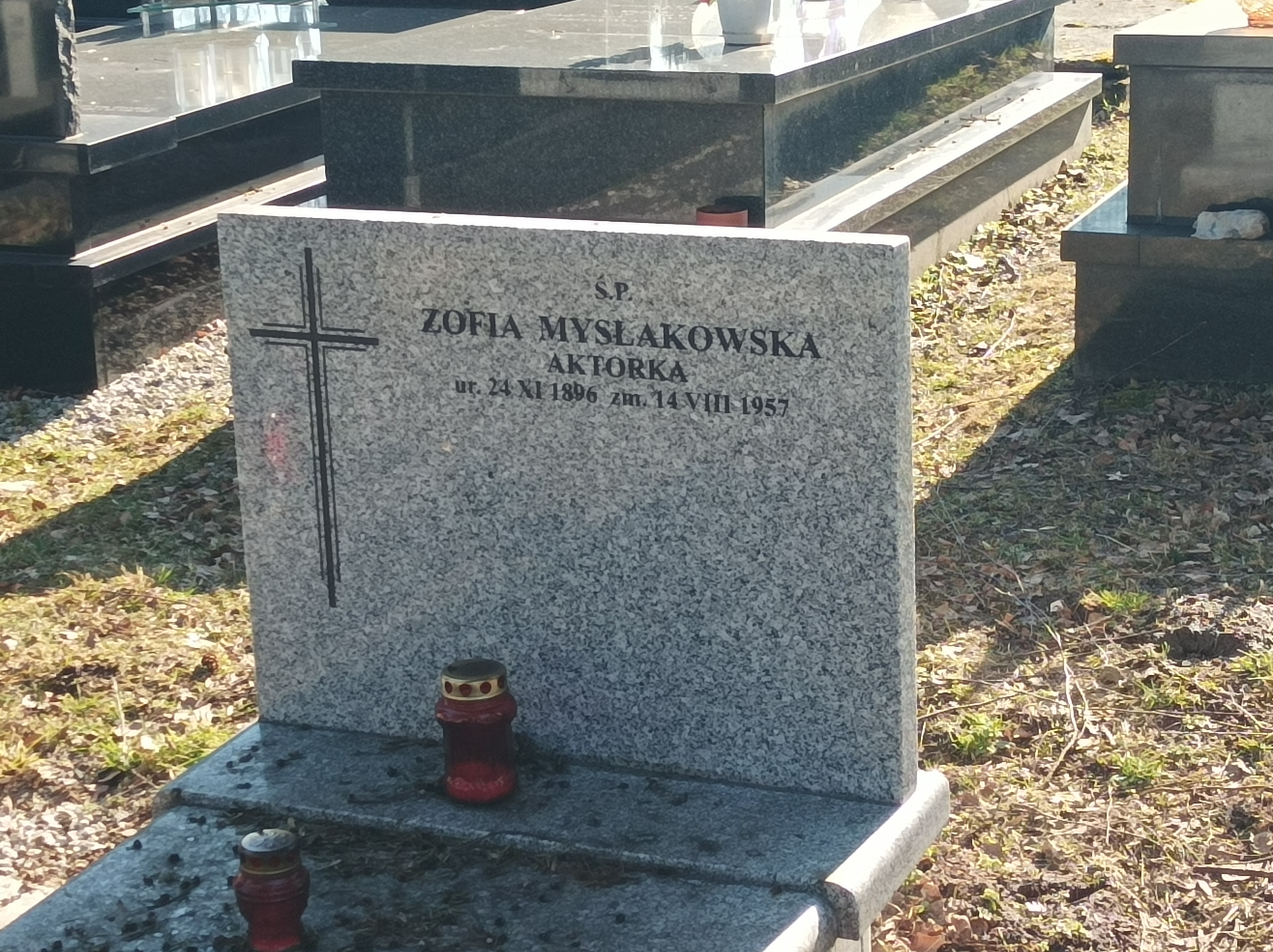
Grób Zofii Mysłakowskiej na cmentarzu Salwatorskim

## Filmografia
- Biała trucizna (1932)
- Jasne łany (1947)
- Nawrócony (1947)
- Czarci żleb (1949)
- Szkice węglem (1956)